# Eleição parlamentar na Etiópia em 2010
As eleições parlamentares etíopes de 2010 ocorreram em 23 de maio. O Conselho Nacional Eleitoral do país confirmou a vitória arrasadora do primeiro-ministro Meles Zenawi no pleito, contestada pelos partidos de oposição e criticada pela União Europeia e pelos Estados Unidos. Os números oficiais confirmam os resultados iniciais, dando ao partido governista Frente Democrática Revolucionária Popular do Povo Etíope (FDRPPE) 499 dos 547 assentos da Assembleia Parlamentar Federal.
Mesmo com as acusações de fraude, a Suprema Corte da Etiópia rejeitou os pedidos dos partidos de oposição para a realização de uma nova eleição. Partidos minoritários oposicionistas e candidatos independentes denunciaram a ocorrência de intimidação pré-eleitoral e compra de votos.

## Resultados eleitorais
| Partido                    | Partido                                                  | Votos      | %     | Cadeiras | +/–  |
| -------------------------- | -------------------------------------------------------- | ---------- | ----- | -------- | ---- |
|                            | Frente Democrática Revolucionária Popular do Povo Etíope | 27 212 924 | 91.22 | 499      | 172  |
|                            | Partido Democrático Somali                               | 1 312 616  | 4.40  | 24       | 0    |
|                            | Frente Democrática Unida do Povo Benishangul-Gumuz       | 492 231    | 1.65  | 9        | 1    |
|                            | Partido Nacional Democrático Afar                        | 435 550    | 1.46  | 8        | 0    |
|                            | Movimento Democrático do Povo Gambela                    | 164 077    | 0.55  | 3        | 0    |
|                            | Organização Democrática do Povo Argoba                   | 53 698     | 0.18  | 1        | Novo |
|                            | Liga Nacional Hareri                                     | 53 698     | 0.18  | 1        | Novo |
|                            | Candidatos independentes                                 | 107 396    | 0.36  | 2        | 21   |
| Total de votos registrados | Total de votos registrados                               | 29 832 190 | 100   | –        | –    |
| Eleitorado apto a votar    | Eleitorado apto a votar                                  | 31 926 520 | 93.44 | –        | –    |